# Larry Richert
Larry Richert (født i Millvale, Pennsylvania) har været vært for KDKA Morning News siden 2001. Richert voksede op i McCandless Township og dimitterede fra North Allegheny High School og Clarion University. Larry og hans kone Cindi har tre børn. Han er også svoger til den tidligere Miami Dolphins quarterback Dan Marino.